# Baud Communauté
Baud Communauté ist ein französischer Gemeindeverband mit der Rechtsform einer Communauté de communes im Département Morbihan in der Region Bretagne. Er wurde am 23. November 2021 neu gegründet und umfasst sechs Gemeinden (Stand: 1. Januar 2022). Der Sitz der Verwaltung befindet sich im Ort Baud.

## Historische Entwicklung
Der Gemeindeverband trug früher den Namen Communauté de communes du Pays de Baud.
Mit Wirkung vom 1. Januar 2017 fusionierte der Gemeindeverband mit der Locminé Communauté und der Saint Jean Communauté und bildete so die Nachfolgeorganisation Centre Morbihan Communauté.
Am 23. November 2021 wurde der Verband mit Wirkung zum 1. Januar 2022 neu gegründet durch Aufnahme von sechs Gemeinden der Centre Morbihan Communauté.

## Mitgliedsgemeinden
Der Verband besteht aus folgenden sechs Gemeinden:
| Gemeinde          | Bretonisch       | Einwohner (2022) | Fläche (km²) | Code postal  | Code Insee |
| ----------------- | ---------------- | ---------------- | ------------ | ------------ | ---------- |
| Baud              | Baod             | 6.246            | 48,09        | 56150        | 56010      |
| Guénin            | Gwennin          | 1.895            | 28,71        | 56150        | 56074      |
| La Chapelle-Neuve | Ar Chapel-Nevezh | 1.002            | 21,87        | 56500        | 56039      |
| Melrand           | Mêlrant          | 1.559            | 40,39        | 56310        | 56128      |
| Pluméliau-Bieuzy  | Pluniav-Bizhui   | 4.535            | 86,70        | 56310, 56930 | 56173      |
| Saint-Barthélemy  | Bartelame        | 1.182            | 21,90        | 56150        | 56207      |
| Baud Communauté   |                  | 16.419           | 247,66       | -            | -          |